# Reserva Biológica Colonso Chalupas
Die Reserva Biológica Colonso Chalupas befindet sich zentral in Ecuador. Das 932,46 km² große Schutzgebiet wurde am 26. Februar 2014 vom Umweltministerium eingerichtet. Am 3. April 2014 folgte der Eintrag als Registro Oficial N° 218.

## Lage
Die Reserva Biológica Colonso Chalupas liegt in den Kantonen Archidona und Tena im Westen der Provinz Napo. Das Schutzgebiet befindet sich 80 km südsüdöstlich der Hauptstadt Quito. Das Gebiet liegt in Höhen zwischen 477 m und 4480 m und erstreckt sich über die Ostflanke eines Abschnitts der Cordillera Real. Weiter westlich erhebt sich der Vulkan Cotopaxi. Im Norden grenzt das Reservat an den Nationalpark Antisana, im Süden an den Nationalpark Llanganates. Das Reservat soll den Schutz der Einzugsgebiete der Flüsse Río Colonso, Río Tena, Río Shiti und Río Inchillaqui sicherstellen. Namengebend für das Reservat sind die Flüsse Río Colonso, ein Nebenfluss des Río Tena, sowie der Río Chalupas, ein Nebenfluss des Río Verdeyacu.

## Ökologie
In den höheren Lagen dominiert der Páramo, die tieferen Lagen liegen in den Vorbergen des Amazonasbeckens und sind mit Bergwäldern bedeckt. Es gibt mehr als 400 Jahre alte Bäume in dem Gebiet. Eine bemerkenswerte Amphibien-Art, die in dem Reservat lebt, ist der Bauchflecken-Baumsteiger (Ranitomeya ventrimaculata).

## Zugangsmöglichkeiten
Das Reservat ist am besten von der Straße Baeza–Archidona–Tena aus erreichbar.